# Ca' Dolfin
La Ca' Dolfin (également appelé Palazzo Secco Dolfin ou Palazzo Dolfin) est un palais situé dans le quartier Dorsoduro de Venise près de San Pantalon ; il est l'un des nombreux palais disséminés dans Venise qui appartenait et était autrefois habité par la famille Dolfin. Il abrite actuellement l'Aula Magna Silvio Trentin de l'Université Ca' Foscari de Venise.

## Histoire
D'après les relevés effectués lors de la restauration après 1955, nous savons qu'un bâtiment s'élevait déjà à cet emplacement au IXe siècle. D'après les documents d'archives, il apparaît qu'au même endroit, au XIIIe siècle, il y avait un bâtiment appartenant aux Barbo (cité alors comme Barpo) ainsi que d'autres maisons autour.
À une date inconnue, le bâtiment du XIVe siècle des Barbo a été acquis par les Secco, une riche famille originaire de Bergame. Il est concevable qu'il ait déjà la configuration d'un palais, étant donné qu'avant la vente, il était loué à Marcella Marcello pour 95 ducats par an. Les derniers héritiers, qui avaient vécu quelque temps à Padoue où ils avaient été admis dans la noblesse locale, décidèrent de vendre la maison pour 12 000 écus en 1621. L'acquéreur fut la famille noble Dolfin qui entreprit bientôt d'importantes modifications.

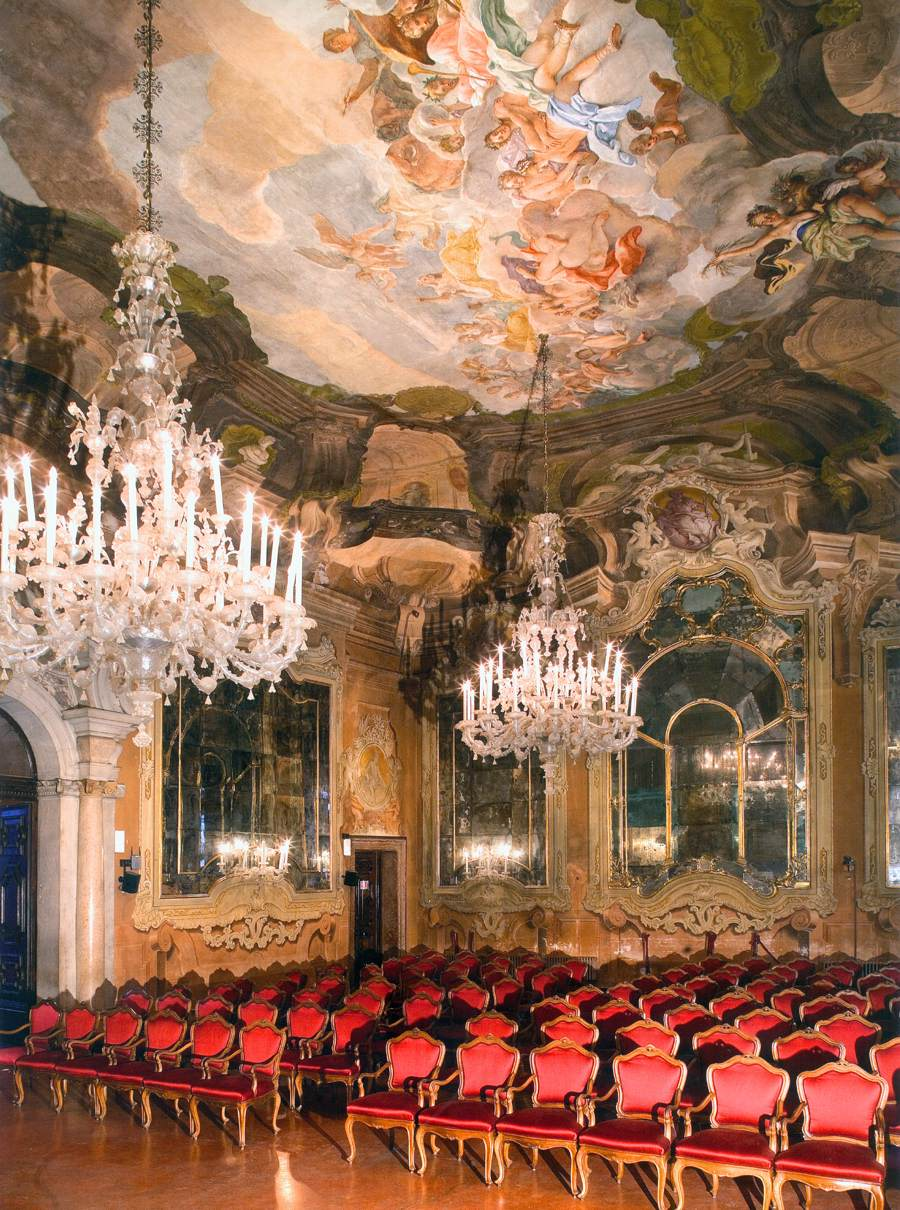
Vue du salon de la Ca' Dolfin

L'acquéreur direct de l'édifice était le cardinal Giovanni Dolfin, mais il mourut l'année suivante, c'est donc très certainement son neveu Nicolò qui entreprit la rénovation de l'édifice. En effet, déjà en 1663, Giustiniano Martinioni, dans ses ajouts à Sansovino, tenait à signaler comme remarquable le palais « de Nicolò Delfino, un très grand sénateur, bâti [...] alla Romana [...] » sur la « Rio di S. Pantaleone ». Sûrement avant la fin des travaux, une grande construction temporaire mais luxueuse en bois fut installée dans le jardin pour accueillir le roi du Danemark Frédéric IV le 11 février 1709 avec une fête carnavalesque mémorable. Temanza attribue les travaux de réorganisation à Domenico Rossi.
Au cours des deux décennies suivantes, les frères Daniele III et Daniele IV Dolfin ont entrepris un vaste programme iconographique pour la décoration du salon. Le but était la glorification de leur famille historique. D'abord, vers 1714, ils ont appelé Nicolò Bambini et Antonio Felice Ferrari pour peindre le plafond à fresque, puis Giambattista Tiepolo pour peindre, entre 1725 et 1729, dix toiles avec des histoires de la Rome antique. En l'honneur de ses clients, Tiepolo a également peint (probablement entre 1745 et 1755) le portrait posthume de Daniel IV (mort en 1729).

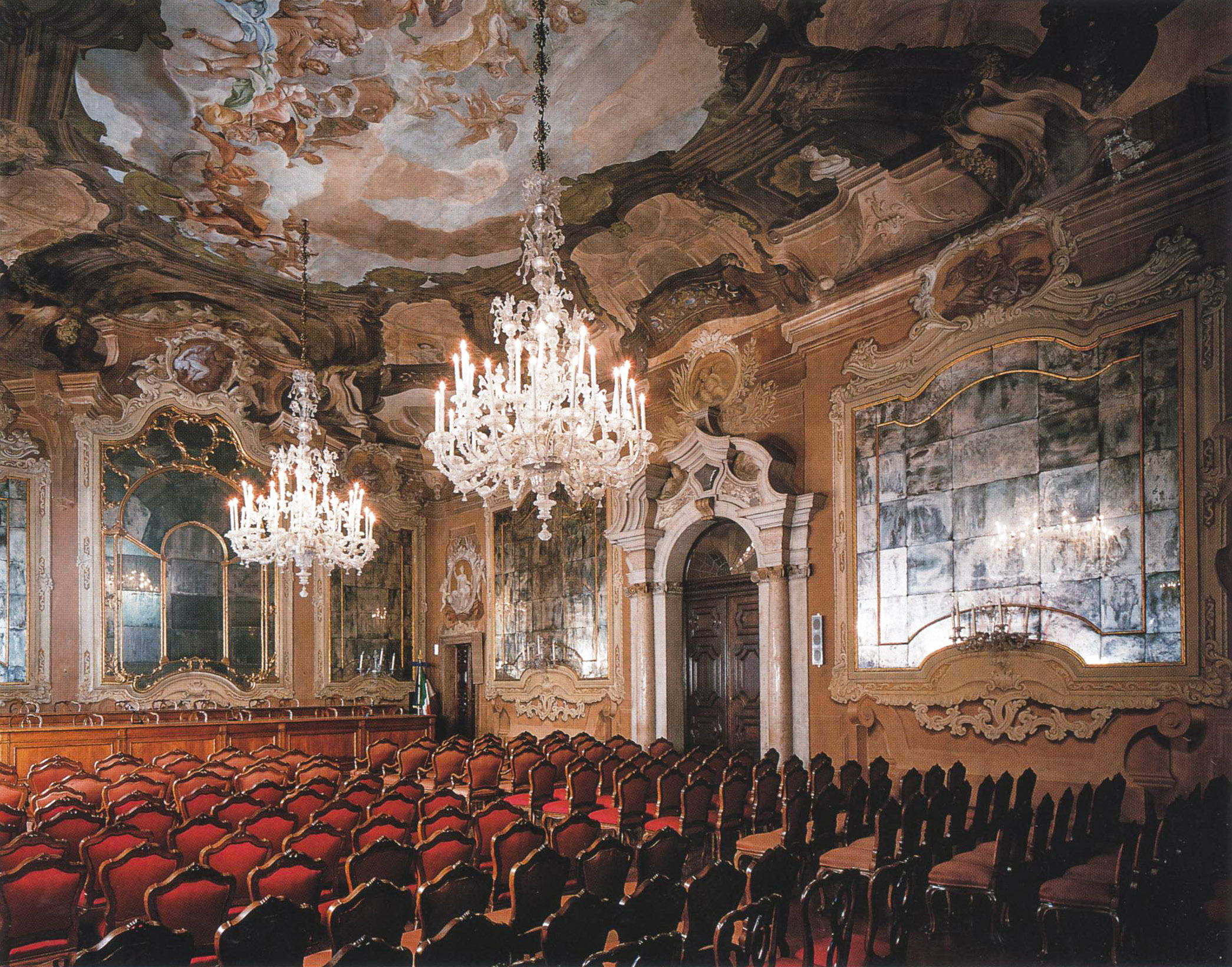
Vue du salon de Ca' Dolfin

Avec Andrea (1748-1798) la branche des Dolfin di San Pantalon s'éteignit et le bâtiment revint en héritage à sa sœur Cecilia Dolfin mariée à Francesco Lippomano et de celle-ci en 1854 à son neveu Giovanni Querini Stampalia. La maison est restée abandonnée pendant plus de soixante-dix ans jusqu'en 1872 lorsque, pour payer les droits de succession, la Fondation Querini Stampalia nouvellement fondée a été contrainte de vendre d'abord les Tiepolos (pour 6 000 lires), puis l'ensemble du bâtiment avec les œuvres contenues à l'antiquaire Michelangelo Guggenheim pour 16 520 lires. Seul le portrait de l'ancêtre Daniel IV (peut-être parce qu'il était autrefois considéré comme le portrait d'un procurateur Querini) est parvenu au musée Querini Stampalia où il se trouve toujours.
Les chiffres étaient faibles pour les deux ventes. Cependant, il faut se souvenir de la malchance du baroque et du rococo à cette époque et Tiepolo lui-même n'était considéré que comme un décorateur qualifié. Quant au bâtiment, il était quasiment en ruine : les Querini l'avaient utilisé comme carrière de matériaux précieux (par exemple les marches de marbre rouge avaient été entièrement démontées, rendant l'escalier impraticable) et plus tôt, lors de l'insurrection de 1848, une bombe autrichienne avait percé le toit, le verre brisé des fenêtres laissait l'intérieur à la merci des intempéries.
Guggenheim a vendu les dix toiles de Tiepolo au baron Eugen Miller von Aichholz pour 50 000 lires, plus d'autres œuvres à divers clients pour 30 000 lires supplémentaires, et en 1876 le palais à l'architecte Giovanni Battista Brusa. Les œuvres reprises par von Aichholz ont emprunté des voies différentes et ont fini par aller dans divers musées de renommée internationale : aujourd'hui cinq se trouvent à l'Ermitage de Saint-Pétersbourg, trois au Metropolitan Museum de New York et deux au Kunsthistorisches Museum de Vienne. 
En 1955, l'Université Ca' Foscari saisit l'opportunité d'acheter le bâtiment à la famille Ambrosoli. La proximité du siège lui a permis d'adapter le salon prestigieux en salle d'apparat et les deuxième et troisième étages à un collège universitaire à l'imitation de ceux des universités de Pise et de Pavie. Le collège est resté actif jusqu'en 1972 lorsque la fréquentation massive des études supérieures oblige à recourir à des espaces beaucoup plus réceptifs et à un système d'accès au logement non plus méritocratique mais démocratique. Pendant quelques années encore, les logements furent gérés par l'Opera Universitaria mais au début des années quatre-vingt, ils passèrent à nouveau et pleinement à la disposition de l'université : l'Aula Magna, déjà nommée d'après Silvio Trentin en 1975, fut maintenue et les espaces plus petits transformé en bureaux.

## Description

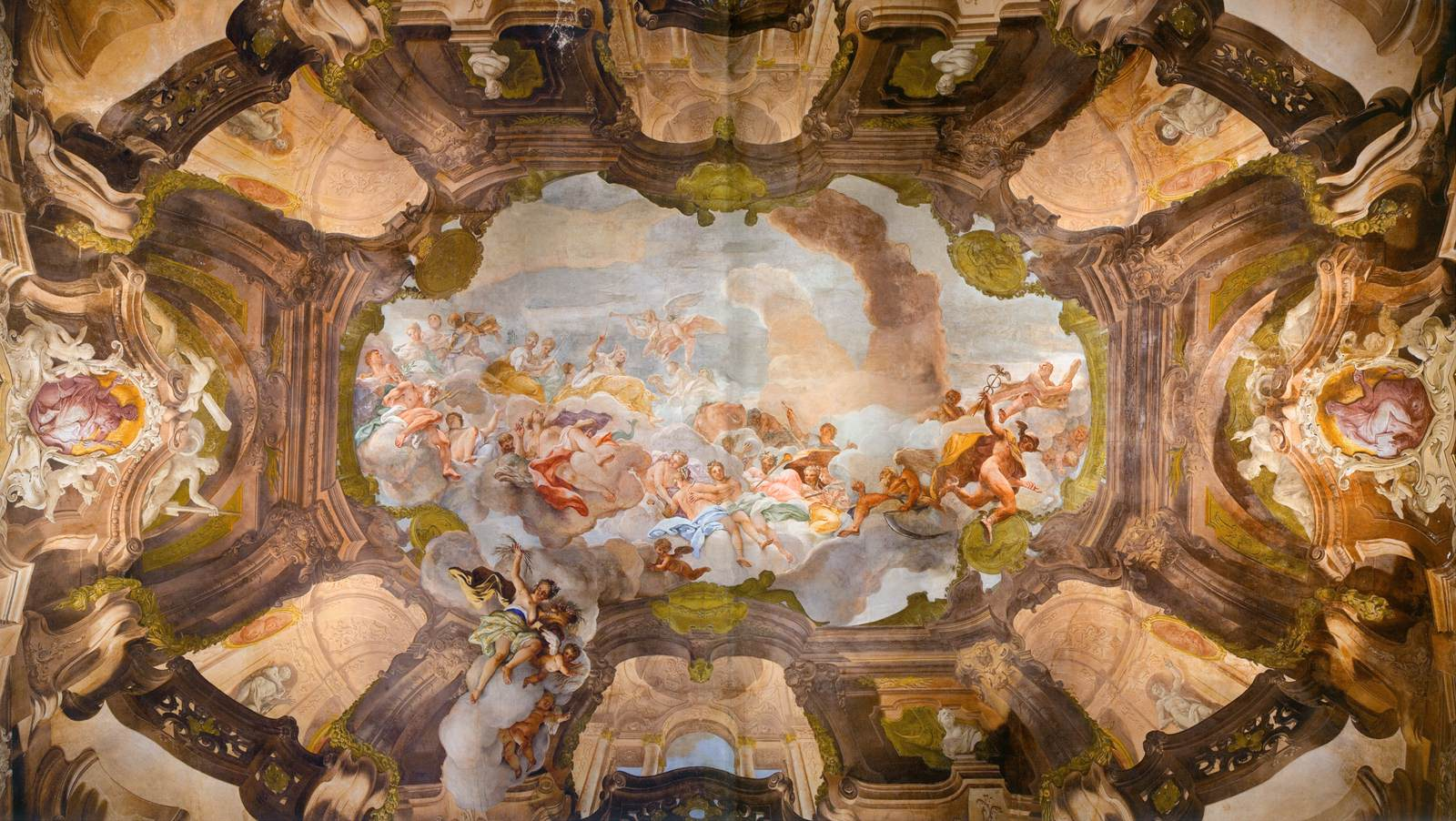
Nicolò Bambini et Antonio Felice Ferrari, Apothéose de Venise, fresque, vers 1714

La Ca' Dolfin apparaît aujourd'hui extérieurement presque telle que Domenico Rossi l'avait laissée à la fin de sa rénovation. Au-delà des incertitudes sur les auteurs des deux campagnes de restauration des XVIIe et XVIIIe siècles, on sait par les relevés de restauration de l'Université que le revêtement de toute la façade sur le canal remonte à une seule époque .
La façade, bien qu'elle ne soit pas considérée comme de grande qualité, parvient à montrer, avec son revêtement total en pierre blanche d'Istrie, la grande noblesse de la résidence, surtout dans les grandes ouvertures sur l'étage central limité par la balustrade continue. Curieux sont les appuis des fenêtres du dernier étage effilés vers le bas et ornés d'un drapé, motif que l'on ne retrouve à Venise que dans le palais Stazio Gradenigo de Santa Sofia construit un siècle plus tôt.
Le grand salon avec la voûte décorée de fresques par Nicolò Bambini et Antonio Felice Ferrari et où se trouvait autrefois la série d'histoires romaines peintes sur toile par Tiepolo reste d'une grande valeur. Dans les vides laissés à l'intérieur des cadres décorés de fresques en faux stuc qui abritaient les toiles, Brusa, après l'achat du bâtiment en 1876, a adapté des miroirs d'aspect antique.

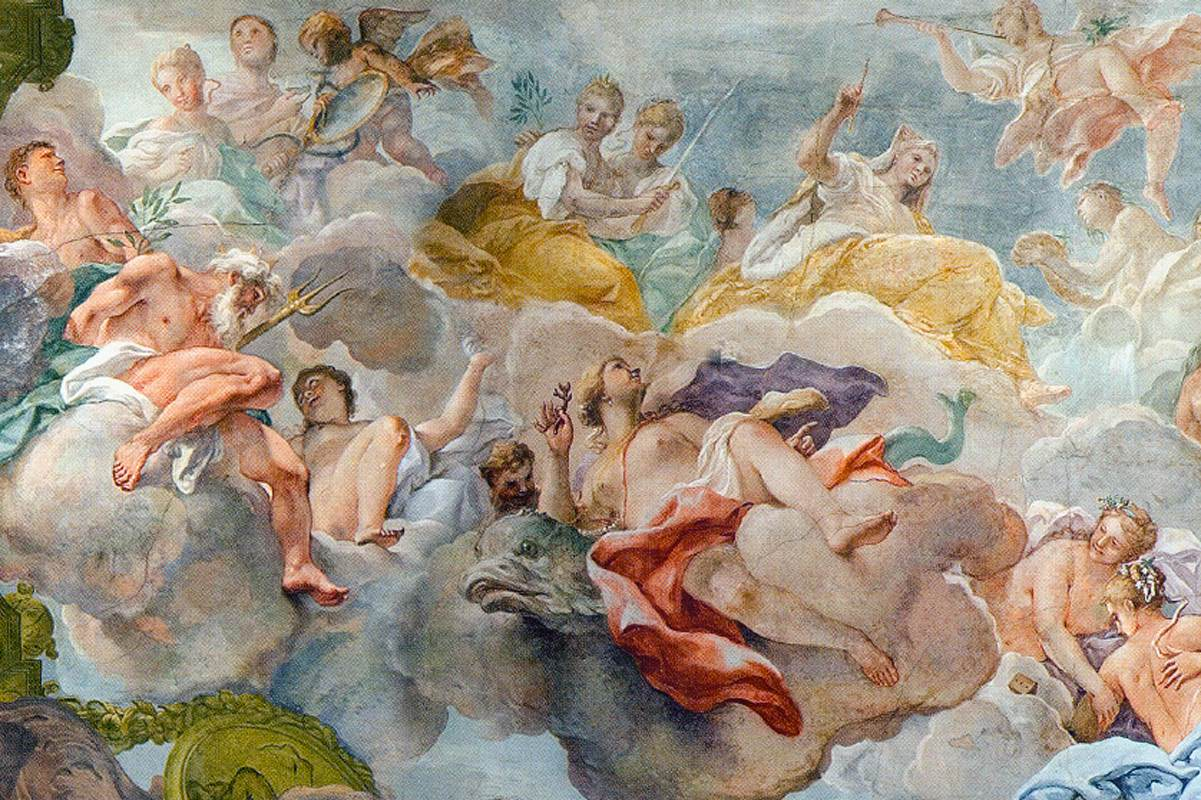
Nicolò Bambini, Apothéose de Venise, détail

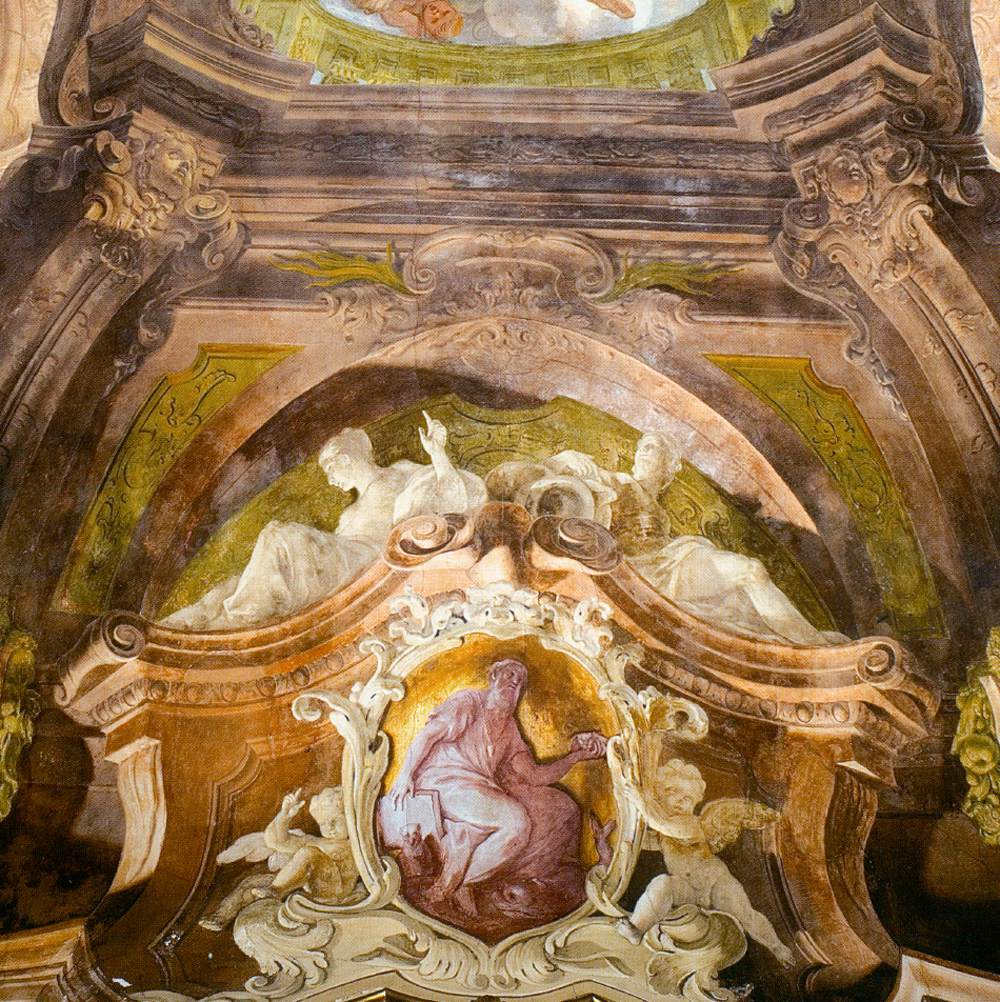
Antonio Felice Ferrari, allégorie du Concile, au-dessus du cadre où se trouvait le Triomphe de Marie de Tiepolo

Pour les célébrations du 150e anniversaire de sa fondation, l'Université a créé une représentation virtuelle de la salle avec les teleri de Tiepolo disposés comme à l'origine.